# Ганнісон (Юта)
Ганнісон (англ. Gunnison) — місто (англ. city) в США, в окрузі Санпіт штату Юта. Населення — 3509 осіб (2020).

## Географія
Ганнісон розташований за координатами 39°9′26″ пн. ш. 111°48′48″ зх. д. / 39.15722° пн. ш. 111.81333° зх. д. (39.157110, -111.813302).  За даними Бюро перепису населення США в 2010 році місто мало площу 13,72 км², уся площа — суходіл. В 2017 році площа становила 12,40 км², уся площа — суходіл.

## Демографія
Згідно з переписом 2010 року, у місті мешкало 3285 осіб у 578 домогосподарствах у складі 464 родин. Густота населення становила 239 осіб/км².  Було 631 помешкання (46/км²).
Расовий склад населення:
| - 80,7 % — білих - 3,1 % — корінних американців - 3,0 % — чорних або афроамериканців - 0,2 % — вихідців з тихоокеанських островів - 0,1 % — азіатів - 11,2 % — осіб інших рас |

До двох чи більше рас належало 1,7 %. Частка іспаномовних становила 15,4 % від усіх жителів.
За віковим діапазоном населення розподілялося таким чином: 18,7 % — особи молодші 18 років, 73,4 % — особи у віці 18—64 років, 7,9 % — особи у віці 65 років та старші. Медіана віку мешканця становила 34,2 року. На 100 осіб жіночої статі у місті припадало 272,9 чоловіків;  на 100 жінок у віці від 18 років та старших — 352,7 чоловіків також старших 18 років.
Середній дохід на одне домашнє господарство  становив 60 830 доларів США (медіана — 54 821), а середній дохід на одну сім'ю — 67 383 долари (медіана — 58 667). Медіана доходів становила 37 944 долари для чоловіків та 26 500 доларів для жінок. За межею бідності перебувало 7,3 % осіб, у тому числі 5,9 % дітей у віці до 18 років та 9,2 % осіб у віці 65 років та старших.
Цивільне працевлаштоване населення становило 422 особи. Основні галузі зайнятості: освіта, охорона здоров'я та соціальна допомога — 28,9 %, публічна адміністрація — 13,5 %, виробництво — 11,8 %.